# Anarquia de vinte anos
A chamada Anarquia de vinte anos foi um período de forte instabilidade política no Império Bizantino marcado pela rápida sucessão de diversos imperadores no trono entre a deposição de Justiniano II em 695, já no final da dinastia heracliana, e a ascensão de Leão III, o Isauro em 717, o início da dinastia isáurica.

## Justiniano II e seus usurpadores (685–711)
Justiniano II (r. 685–711) deflagrou uma sequência desastrosa de eventos ao embarcar num rumo despótico e cada vez mais violento em seu reinado. Suas políticas provocavam intensa oposição e, no final, acabaram provocando a revolta de Leôncio (r. 695–698) em 695, que o depôs e o exilou. Nos vinte e dois anos seguintes, o império teria sete diferentes imperadores, todos reinando em meio a uma intensa disputa.
Leôncio se mostrou igualmente impopular e foi, por sua vez, deposto por Tibério III (r. 698–705). O novo imperador conseguiu reforçar a fronteira oriental e as defesas de Constantinopla, mas, enquanto isso, Justiniano estava conspirando para voltar, o que acabou acontecendo quando ele firmou uma aliança com os búlgaros. Justiniano tomou a capital e executou Tibério.
Reposto no trono, Justiniano reinou por mais seis anos (705-711), um período no qual ele perseguiu os aliados de Leôncio e Tibério de forma brutal, retomando o rumo despótico que havia provocado a sua deposição. Ele perdeu as conquistas de Tibério no oriente e tentou se impor sobre o papa no ocidente, forçando a aceitar as decisões do Concílio Quinissexto. Em 711, o general Filípico (r. 711–713) capturou e executou Justiniano e seu filho - e coimperador - Tibério (r. 706–711), extinguindo assim a linhagem de Heráclio.
Justiniano distanciou o Império Bizantino de suas origens e, ao fundir o histórico cargo de cônsul com o do próprio basileu, reforçou a posição política do imperador como um monarca absoluto.

## Filípico (711–713)
A revolta de Filípico se estendeu além da política e se misturou às controvérsias religiosas da época. O novo imperador depôs o patriarca Ciro de Constantinopla e restaurou a fracassada proposta de Heráclio para intermediar o conflito entre monofisistas e calcedonianos, o monotelismo. Para isso, ele teve que reverter as decisões do Sexto Concílio Ecumênico, o que o alienou de seus aliados no ocidente. Militarmente, os búlgaros novamente chegaram até as muralhas de Constantinopla e Filípico, ao movimentar as tropas que defendiam a fronteira oriental, permitiu novas invasões do Califado Omíada. Seu reinado terminou abruptamente quando um golpe militar o depôs e colocou Anastácio II (r. 713–715) em seu lugar.

## Anastácio II (713–715)
Anastácio reverteu as políticas religiosas de se predecessor e respondeu aos ataques árabes por terra e por mar, chegando até a Galácia em 714. Porém, o mesmo exército que o havia posto no trono, principalmente o exército opsiciano, se revoltou e proclamou um novo imperador, cercando Constantinopla por seis meses e forçando Anastácio a fugir.

## Teodósio III (715–717)
As tropas proclamaram Teodósio III (r. 715–717) como novo imperador e, logo depois de vencer Anastácio, o novo imperador já teve que enfrentar os preparativos árabes para o segundo cerco à capital, o que forçou-o a buscar a ajuda dos búlgaros. Além disso, Teodósio enfrentou também a revolta de mais dois temas, o Anatólico e o Armeníaco, em 717, e preferiu renunciar em nome de Leão III, o Isauro, um ato que finalmente encerrou o ciclo de violência e instabilidade.
É surpreendente que o Império Bizantino tenha conseguido sobreviver a este período de problemas internos, principalmente tendo em vista a rapidez com que os árabes conquistaram o Império Sassânida e a ameaça búlgara no ocidente. A força dos militares no império e as guerras entre os próprios árabes deram aos bizantinos o necessário respiro.